# Кюнгёй-Ала-Тоо
Кюнгёй-Ала́-То́о (кирг. Күнгөй Ала-Тоо, каз. Күнгей Алата́у) — горный хребет. Наряду с Заилийским Алатау образует Северный Тянь-Шань.

## Этимология
Слова «алатау» или «ала-тоо» значат «пёстрые горы», обозначение, указывающее на ярко выраженную высотную поясность гор, частично белых из-за снега, частично тёмных на бесснежных участках. «Кунгей» или «кюнгёй» обозначает «сторона (горы), обращенная к солнцу».

## Туризм
Центральная часть хребта является популярным местом для проведения горных туристических походов, в том числе многодневных.
На границе с Кыргызстаном находится перевал Джетытор, через который проходит кратчайший путь из Алматы к озеру Иссык-Куль.